# Янґануко
Янґануко (ісп. Lagunas Llanganuco) — два озера в Перу, у вузькій високогірній долині, оточені горами Уаскаран і Гуандой на висоті 3860 м над рівнем моря, на території національного парку Уаскаран та біосферного заповідника Гуаскаран. 

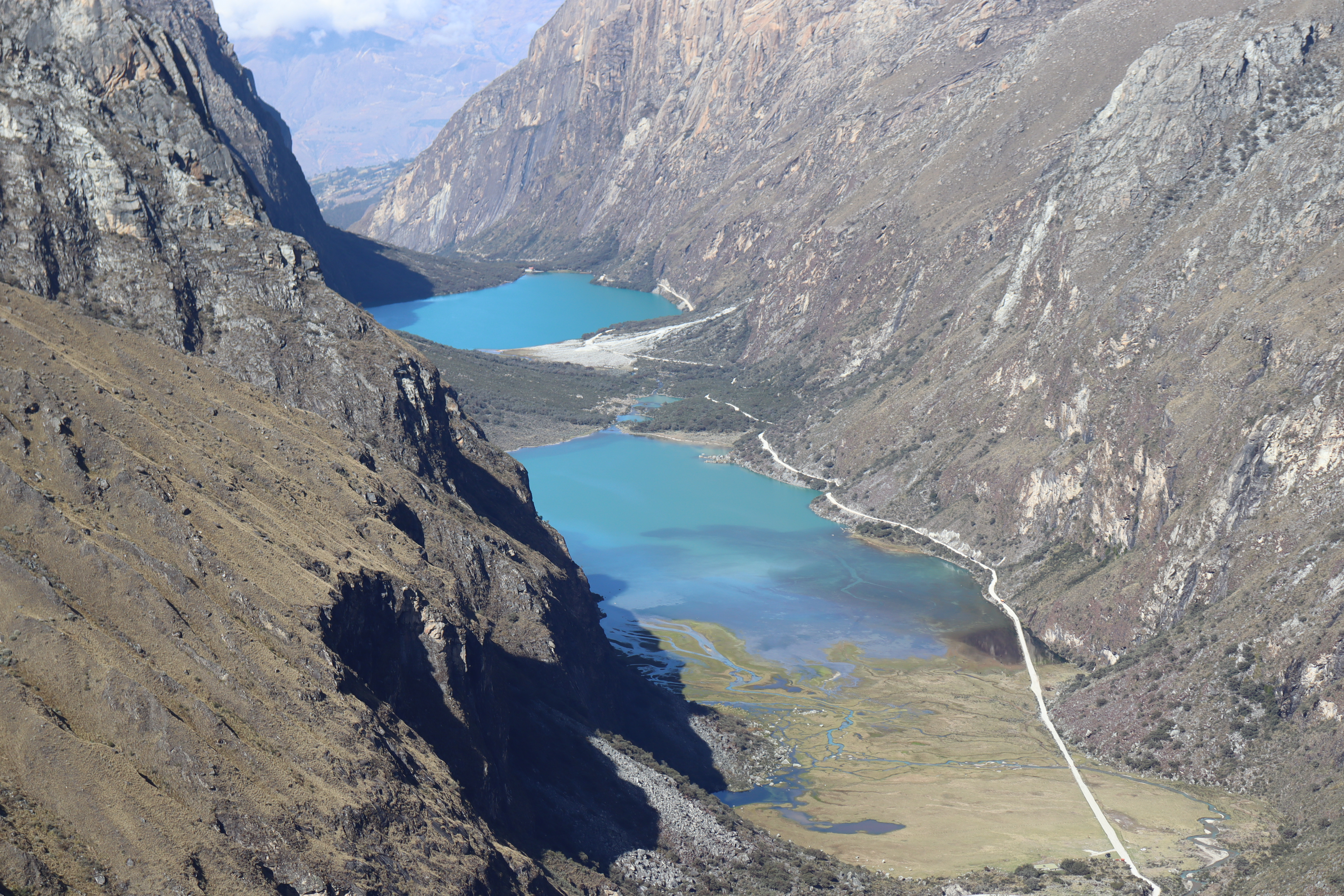
Озера Янґануко

Більше з двох озер називається Вармікоча (Warmicocha, «жіноче озеро»), менше — Орконкоча (Orkoncocha, «чоловіче озеро»).